# مارینا ویازوفسکا
مارینا سرگئیونا ویازوفسکا (اوکراینی: Марина Сергіївна В'язовська؛ زادهٔ ۱۹۸۴) ریاضی‌دان اهل اوکراین است.

## جایزه فیلدز
مارینا ویازوفسکا ریاضیدان ۳۷ ساله اوکراینی دومین زنی بعد از مریم میرزاخانی شد که برنده جایزه فیلدز شده‌است.
او برای کار در زمینه یک معمای قدیمی چند صد ساله موسوم «به هم‌پوشانی گوی‌ها» برنده این جایزه شده‌است. هم‌پوشانی گوی‌ها یعنی یافتن حداکثر تعداد کره‌هایی که می‌توان در یک فضای محدود و مشخص جا داد. ریاضی‌دان‌ها معمولاً برای حل این مسئله به هندسه سه‌بعدی و قرار دادن گوی‌ها در هرم روی می‌آورند.
این جایزه هر چهار سال یکبار اهدا می‌شود و قرار بود مراسم آن در سنت‌پترزبورگ انجام شود که به دلیل حمله روسیه به اوکراین به هلسینکی پایتخت فنلاند منتقل شد.

## زندگی شخصی

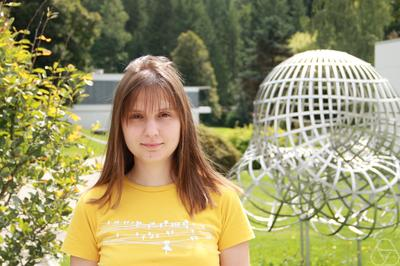
ویازوفسکا در حیاط موسسه تحقیقات برای ریاضیات اوبروولفاخ ،اوبروولفاخ المان، سال۲۰۱۲

ویازوفسکا در کیف به دنیا آمد. او بزرگترین  خواهر بین سه خواهر است. پدر او شیمیدانی بود که در شرکت هوافضای آنتونوف کار می‌کرد و مادر او یک مهندس بود. او در مدرسه مخصوص دانش آموزان باهوش در علم و تکنولوژی (Kyiv Natural Science Lyceum No. 145) در کیف تحصیلات دبیرستان خود را گذراند.

## جوایز
وی همچنین برندهٔ جوایزی همچون جایزه تحقیقاتی کلی و نشان فیلدز شده‌است.